# Rise (sång)
Rise är en låt av den finländska rockgruppen The Rasmus, utgiven som singel den 10 juni 2022. Låten, som är titelspåret på bandets tionde album Rise, skrevs och producerades av sångaren Lauri Ylönen tillsammans med Desmond Child. Den skrevs under Coronaviruspandemin 2019–2021 och enligt Ylönen handlar låten om att strida mot depression.

## Musikvideo
Videon till låten regisserades av Heikki Slåen och hade premiär på Youtube den 10 juni 2022. Ylönen har sagt att "dansarna som spelar ‘the roots’ representerar den ondska kraften och de försöker att dra oss ner under jorden".

## Låtlista
Digital nedladdning
1. "Rise" – 3:54

## Medverkande
The Rasmus
- Lauri Ylönen – sång
- Eero Heinonen – bas
- Pauli Rantasalmi – gitarr
- Emilia Suhonen – gitarr (medverkar endast i musikvideon)
- Aki Hakala – trummor

Ytterligare musiker
- Joy Adams – cello
- Justin Benlolo – bakgrundssång
- Randy Cantor – keyboards, Vox-orgel, stråkarrangemang
- Miguel Comas – gitarr
- Clay Perry – ytterligare keyboards
- Andy Reiner – fiol

Produktion
- Desmond Child – produktion, stråkarrangemang
- Brian Coleman – produktionschef
- Turner Jalomo – assisterande ljudtekniker
- Claudius Mittendorfer – ljudmix
- JC Monterrosa – inspelning
- Claes Persson – mastering
- Jonas Parkkonen – inspelning
- Lance Van Dyke – ytterligare ljudteknik

Information från häftet till albumet Rise.